# Vera Drew
Vera Drew és una muntadora, directora, guionista i actriu estatunidenca. És coneguda sobretot per la seva pel·lícula The People's Joker, que va dirigir, escriure, produir i protagonitzar.
Drew va néixer a Chicago. D'adolescent, va estudiar comèdia improvisada a través d'un programa pilot juvenil de The Second City Training Center.
Drew ha treballat a la televisió d'entreteniment des del 2009, incloent-hi treballs com a muntadora per a On Cinema, Comedy Bang! Bang! i Who Is America?. El 2019, Drew va ser nominada a un premi Primetime Emmy en la categoria de millor muntatge de programa de varietats pel seu treball a la sèrie Who Is America?.
La pel·lícula finançada amb micromecenatge The People's Joker, dirigida i protagonitzada per Drew com a Joker, es va estrenar al Festival Internacional de Cinema de Toronto de 2022.
Drew és una dona transgènere i resideix a Los Angeles.